# Horodenka
Horodenka (em ucraniano:  Городе́нка, em polonês/polaco:  Horodenka, em iídiche:  האראדענקע Horodenke) é uma cidade da Ucrânia, situada no Oblast de Ivano-Frankivsk. Tem 56 km² de área e sua população em 2020 foi estimada em 9.070 habitantes.